# Temperament de la xocolata
El procés de temperament de la xocolata és una etapa que forma part del procés d'elaboració de la xocolata. En aquesta etapa es busquen les característiques que s'esperen d'una bona xocolata: ha de ser lluent, ha de tenir una estructura fina, ha de presentar una certa duresa per a trencar-se correctament, s'ha de fondre a la boca donant una sensació refrescant i és necessari que tingui una vida útil adequada. Aquestes característiques són degudes al tipus de cristalls presents a la mantega de cacau, la qual ha de cristal·litzar de manera estable, en la forma V. El procés de temperament de la xocolata, per tant, consisteix a obtenir la forma V dels cristalls de la mantega de cacau, que és estable i no tendeix a transformar-se, la qual cosa canviaria les característiques de la xocolata.

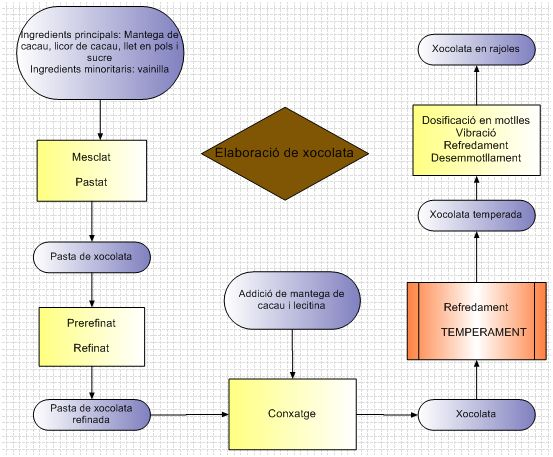
Diagrama de flux: Elaboració de la xocolata

## Formes polimòrfiques de la mantega de cacau
La mantega de cacau presenta polimorfisme. Hi ha sis formes existents conegudes de la mantega de cacau, en les quals les molècules de triacilglicerols es troben agrupades i empaquetades de manera diferent, provocant que cadascuna de les sis formes aporti unes propietats concretes a la xocolata. El paràmetre més important que diferencia els sis polimorfs és la seva temperatura de fusió. De totes sis formes, la que interessa per a l'obtenció de xocolata és la forma V, per la seva densitat i al seu punt de fusió (32-34 °C) que és lleugerament menor al de la nostra temperatura corporal, provocant que la xocolata es vagi desfent a poc a poc a la boca proporcionant una sensació de frescor.
Temperatures de fusió dels cristalls de la mantega de cacau i característiques de la xocolata
| Polimorf | Temperatura de fusió | Característiques                                                        |
| -------- | -------------------- | ----------------------------------------------------------------------- |
| I (γ)    | 16-18 °C             | Suau, molt trencadissa i fon fàcilment                                  |
| II (α)   | 22-24 °C             | Suau, molt trencadissa i fon fàcilment                                  |
| III (β’) | 24-26 °C             | Ferma, fàcil desemmotllament i fon fàcilment                            |
| IV (β’)  | 26-28 °C             | Ferma, fàcil desemmotllament i fon fàcilment                            |
| V (β)    | 32-34 °C             | Ferma, lluent, llisa, perfecte desemmotllament i fon de manera adequada |
| VI (β)   | 34-36 °C             | Dura, rugosa, triga setmanes a formar-se i fon lentament                |

## El fenomen delfat bloom
El fat bloom o emanació o floració de greix és un fenomen que succeeix quan els cristalls de la mantega de cacau de la xocolata s'agrupen i s'empaqueten en la forma VI, causant la formació d'una capa blanquinosa i una mica rugosa a la superfície de les rajoles de xocolata i als bombons.
Una part del greix de la mantega de cacau passa a estat líquid degut, entre d'altres, a una temperatura superior a la ideal, i es trasllada des del centre del producte fins a la superfície per capil·laritat. Allà es formen cristalls que donen un aspecte blanquinós a la superfície de la xocolata.

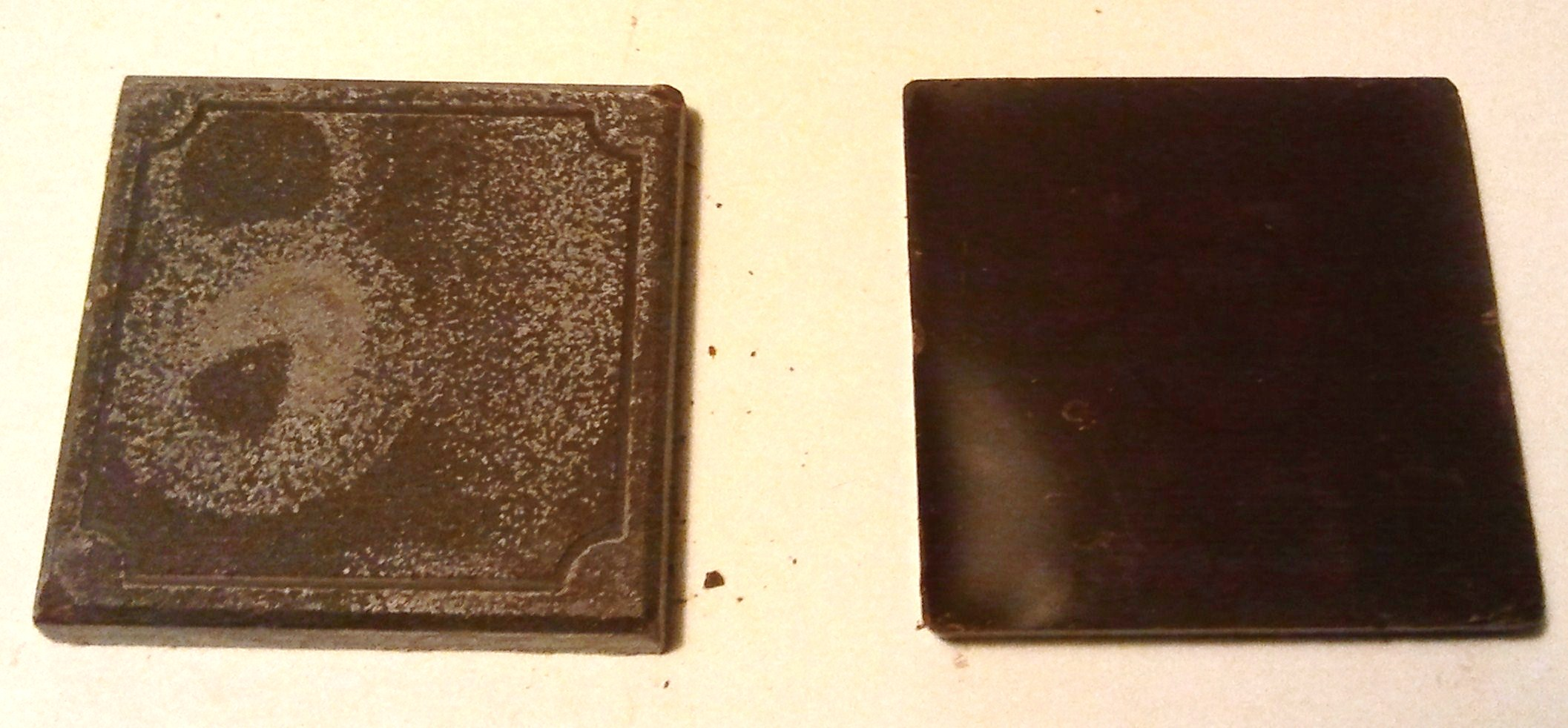
Fat bloom. Esquerra: xocolata amb fat bloom. Dreta: xocolata amb cristalls de mantega de cacau intactes.

### Principals mecanismes que provoquen l'aparició delfat bloom
1. Pot estar relacionat amb un mal procés de temperament de la xocolata i la formació de cristalls de la forma IV, provocant que una part de la mantega de cacau es mantingui en estat líquid i, ja sigui per capil·laritat o per esquerdes en la xocolata, aquella es traslladi a la superfície i allà cristal·litzi en forma V.
2. És molt similar al primer mecanisme, però en aquest cas no hi ha un mal temperament de la xocolata, ni es fa un pas d'estat líquid de la xocolata a estat sòlid en forma V, sinó que quan passa el temps, en un període de mesos o anys els cristalls sòlids en forma V poden passar a cristalls en forma VI. Es tracta d'un pas de sòlid a sòlid, molt similar a la transició d'IV a V però a una velocitat molt més baixa.
3. En èpoques estivals, en posar i treure la xocolata de la nevera, causa canvis bruscs de temperatura que condueixen a la formació de cristalls en forma VI.
4. Succeeix en xocolates amb fruits secs i és a causa de la migració dels greixos d'aquests fruits secs cap a la xocolata. En un producte que conté fruits secs, es produirà abans el fat bloom que en un producte que sigui únicament xocolata. Això és degut al fet que els fruits secs contenen greixos en estat líquid a temperatura ambient, que es desplacen cap a la xocolata a causa d'un efecte eutèctic, causant que una part de la mantega de cacau passi a estat líquid de nou, aquesta part de grassa de la mantega de cacau es trasllada a la superfície del producte on es formaran els cristalls en forma VI.
Hi ha greixos “antibloom” que es poden addicionar a la mantega de cacau per tal de reduir el pas de la forma V a la forma VI, com el greix lacti. També es pot utilitzar oli de palma.

## Procés de temperament de la xocolata

### Temperament industrial
En aquesta fase la barreja de xocolata s'escalfa a una temperatura de 44-45 °C amb agitació constant. Amb aquest efecte tèrmic es fonen tots els cristalls de greix. A continuació, la xocolata es refreda lentament mentre s'agita a una temperatura inferior a 27 °C. En aquestes condicions, la mantega de cacau cristal·litza en multitud de cristalls de formes diferents (III, IV i V), posteriorment s'augmenta lleugerament la temperatura fins a 32 °C, ja que a aquesta temperatura, els cristalls de les formes no desitjades es fonen, i queden només els cristalls de la forma desitjada (forma V). Aquest és el pas de retenció de la xocolata. Si la xocolata no s'agita durant un temps suficientment llarg, part del greix migrarà a la superfície, deixant una xocolata espessa al fons del tanc. Finalment, s'aboca la xocolata en motlles, que es refreden en un frigorífic. Els cristalls creixen ràpidament, i la xocolata se solidifica.

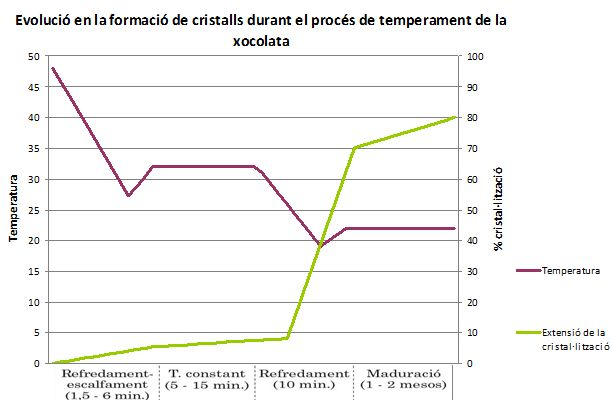
Esquema temperament de la xocolata

### Temperament artesanal
Hi ha mestres pastissers o artesans xocolaters que controlen el procés tenint en compte la temperatura i a partir de la vista i el tacte.
Els diversos mètodes de temperament que utilitzen contenen 4 etapes principals:
1- S'augmenta la temperatura fins a uns 45-50 °C per tal que es fongui completament la mantega de cacau; no s'aplica una temperatura més alta perquè es podrien arribar a cremar els sòlids de cacau. La temperatura té una petita variació perquè cada mestre xocolater aplica la temperatura que creu adequada.
2- Es realitza un refredament ràpid fins al voltant de 28 °C per a la xocolata negra i 26 °C per a la xocolata blanca. Això provoca l'inici de la cristal·lització en diferents formes de cristalls.
3- Es realitza un lleuger escalfament fins a 30 °C per a la xocolata negra, i 28 °C per a la xocolata blanca durant pocs minuts perquè els cristalls en forma V se segueixin formant, i després un escalfament final a 30-32 °C depenent del tipus de xocolata, per a eliminar els cristalls que no són de tipus V.
4- Es comprova que la xocolata s'ha temperat correctament. S'unta una capa prima sobre un tros de paper encerat, i després de cinc minuts s'ha d'intentar treure la xocolata del paper. Si surt fàcilment i la xocolata és lluent significa que s'ha realitzat un correcte temperament, si no és així, s'ha de tornar a realitzar el procés des del començament.

### Temperament per sembra
Actualment es pot utilitzar el temperament per sembra, que serveix per augmentar la velocitat d'aquesta etapa. El procés és el mateix que el que s'ha descrit anteriorment, però utilitza una suspensió de cristalls estables en forma V, que es barreja, o se sembra, amb la xocolata prèviament refredada a una temperatura a la qual encara no ha començat a cristal·litzar. Així, la xocolata que no conté cristalls, en barrejar-se amb la qual conté cristalls estables segueix la mateixa pauta de cristal·lització, accelerant-se el procés.

## Temperadors que es poden utilitzar a escala industrial
Els temperadors inicialment han de refredar la xocolata perquè es comencin a formar els cristalls. Com que la xocolata és un mal conductor de calor, la mescla s'haurà d'agitar perquè es refredi ràpidament i homogèniament quan entri en contacte amb la superfície de metall freda del temperador. Aquests equips són un tipus d'intercanviadors de calor que escalfen o refreden la xocolata quan hi passa a través.
El tipus més conegut de temperador és el Sollich Solltemper MST-V que consta de tres zones de refredament, encara que poden ser més, i una de reescalfament i homogeneïtzació.

### Temperador Sollich Solltemper MST-V
La columna central és un eix giratori que s'uneix a una sèrie de discos o rascadors, aquests s'utilitzen per a assegurar que la xocolata flueixi d'una manera alterna de la paret cap al centre i no pugui sortir de la màquina directament. Com més ràpid giri l'eix, major és el gradient de deformació i provoca una major cristal·lització. El límit de velocitat de gir el determina la mida del motor i la calor que es pugui produir durant el mesclat, ja que podria arribar a fondre tots els cristalls.
La primera zona de refredament s'aplica fins que es comencen a formar cristalls, la segona i tercera zones baixen encara més la temperatura, provocant l'aparició de cristalls de diferents tipus. En l'etapa final, de reescalfament, es puja la temperatura fins als 32 °C, de manera que es fonen els cristalls inestables i queden únicament cristalls en forma V.

### Altres temperadors
Existeixen altres temperadors com el temperador d'Aasted, el temperador 105 TU ACS de Baker Perkins o el temperat a pressió de Bauermeister i més antigament, la Multi Roller de Lehmann. Tot i així, hi ha altres tipus de temperadors que les empreses no donen a conèixer per a mantenir el secret d'elaboració dels seus productes.
El procés i l'objectiu dels diferents temperadors és el mateix, però apliquen diferents mètodes. Per exemple, en el temperador 105 TU ACS de Baker Perkins el refredament es fa en un bany en comptes de fer-ho en contacte amb una superfície de metall.

## Altres mètodes pel temperament de la xocolata
L'atemperador a pressió Bauermeister és un intercanviador de calor a pressió, que aplica el mateix procediment que ja ha estat descrit, però durant el procés de refredament, s'aplica una pressió i una agitació determinades per obtenir cristalls més fins i homogenis. Obtenim un producte final amb una textura més cremosa i relativament fluida.
Com que l'etapa del temperament de la xocolata és molt important per a la qualitat del producte final, s'han dut a terme diferents investigacions per a aconseguir un temperament adequat aplicant altres mètodes.
S'ha investigat per a aconseguir una tecnologia de baix cost que sigui capaç de controlar a temps real el procés del temperament de la xocolata mitjançant l'ús d'ultrasons. S'ha pogut comprovar que aplicant la tècnica de caiguda de la pressió i l'ús d'ultrasons es pot dur a terme el procés de cristal·lització de la mantega de cacau de manera efectiva. Els ultrasons permeten per una banda controlar la mida dels cristalls de greix, i per altra, desenvolupar un sensor en línia capaç de mesurar el contingut de greix sòlid.

## Mesura del temperament
La mesura del temperament de la xocolata és important, ja que el fabricant ha d'assegurar que hi hagi cristalls suficients i del tipus adequat.
El temperament de la xocolata es pot mesurar de diferents maneres:
- Al laboratori, mitjançant tècniques de difracció raigs X per a determinar exactament el tipus de cristalls presents. Aquest és un procés lent i car i a més en moltes ocasions s'ha d'eliminar inicialment el sucre perquè no interfereixi en els resultats reals. A causa d'aquests factors, aquesta tècnica és impracticable en un procés industrial.
- La calorimetria diferencial d'escaneig (Differential Scanning Calorimetry) pot diferenciar els tipus de cristalls presents a la xocolata, però requereix una correcta preparació de la mostra. Com en el cas anterior aquest tipus de mesura es pot aplicar en investigació, però és massa cara i complicada per a aplicar-se en un control de qualitat rutinari.
- Mitjançant la determinació de la corba de refredament, el fabricant pot determinar si la xocolata s'ha temperat correctament. És un mètode senzill, barat, i només és necessari un temper meter que mesura la cristal·lització de la mantega de cacau mitjançant el perfil de temperatura de la xocolata i s'utilitza per indicar el grau de temperament.[8][18][20]

## Emmagatzematge de la xocolata
L'emmagatzematge de xocolata és fonamental per a la qualitat del producte final. Un emmagatzematge inadequat, sobretot a causa de canvis de temperatura, pot conduir a la reordenació dels greixos des de l'interior del producte cap a l'exterior originant el fenomen de fat bloom.
La xocolata s'ha d'emmagatzemar a temperatura ambient, evitant que hi hagi fluctuacions de temperatura, i es recomana una humitat relativa controlada. També es pot emmagatzemar a temperatura de congelació, sempre que no hi hagi fluctuacions. Si no es fa així i es manté emmagatzemada a temperatures altes i/o amb fluctuacions, la xocolata adquirirà una textura no desitjada, amb una superfície més aspra i heterogènia, més fracturable, que triga més temps a fondre a la boca, i que és menys dolça i menys cremosa.